# Otto II. von Wolfskeel

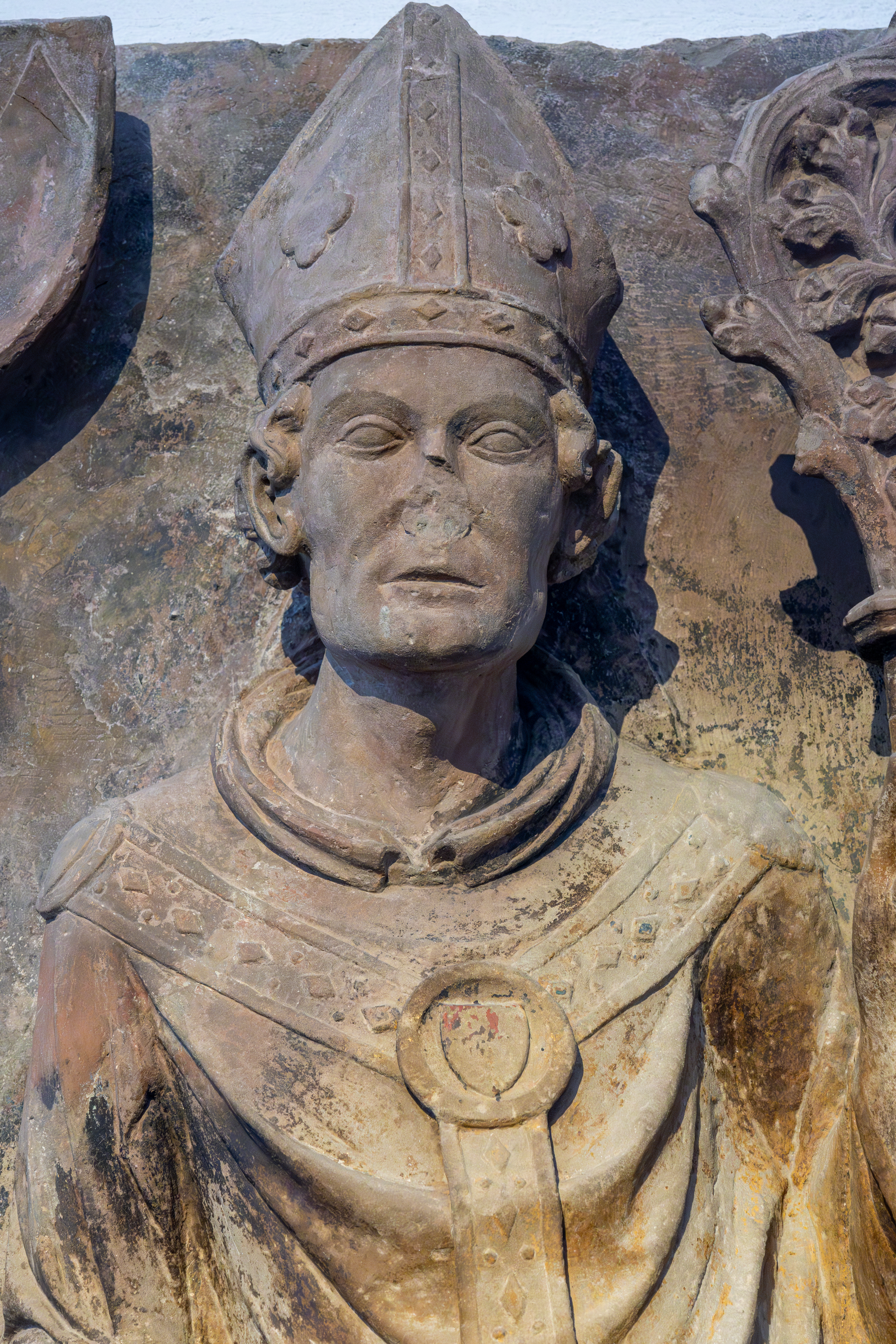
Darstellung des Bischofs auf seinem Grabmal

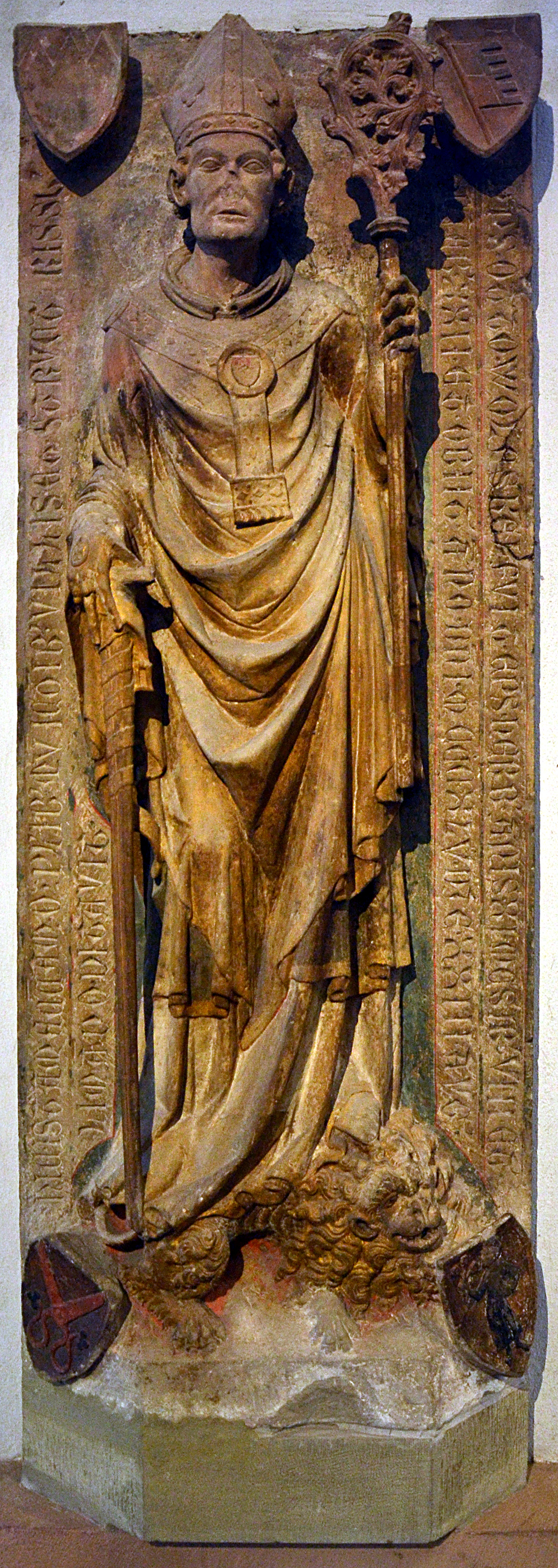
Grabmal des Bischofs Otto II. von Wolfskeel, Wolfskeelmeister

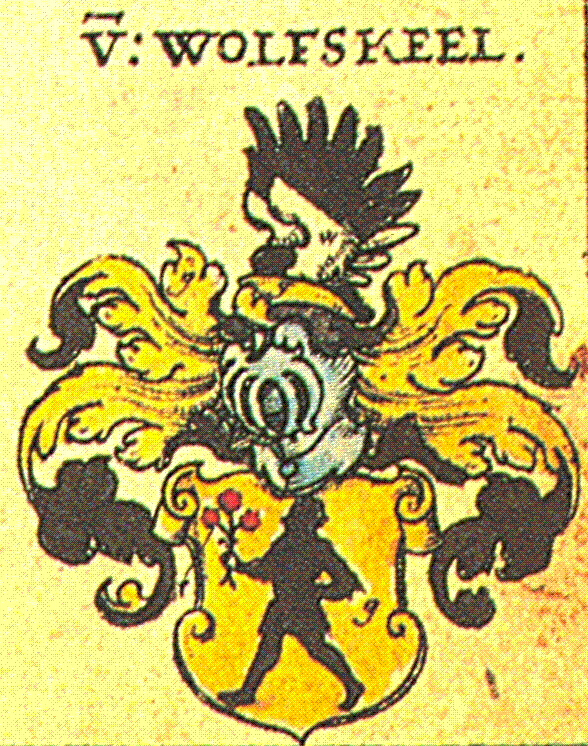
Wappen der Familie von Wolffskeel nach Siebmachers Wappenbuch von 1605

Otto II. von Wolfskeel (* in Würzburg; † 23. August 1345 auf der Festung Marienberg in Würzburg) war Fürstbischof von Würzburg von 1333 bis 1345.

## Herkunft
Otto stammte aus dem fränkischen Ministerialengeschlecht derer von Wolffskeel. Seine Eltern waren Otto von Wolfskeel und Anna, eine geborene von Scherenberg. Der Vater Otto von Wolfskeel war wie sein Großvater und sein Urgroßvater Burgmann auf der Festung Marienberg. Die beiden Ahnen hatten sich bei der Befreiung von Hermann I. von Lobdeburg ausgezeichnet. Otto II. von  Wolfskeel wird überwiegend in älteren Quellen als Neffe des Fürstbischofs Wolfram Wolfskeel von Grumbach (1322–1333) bezeichnet.

## Doppelwahl – Gegenbischof Hermann II.
Die Amtszeit Ottos fiel mitten in die Auseinandersetzungen zwischen Papst Johannes XXII. und Kaiser Ludwig aus dem Haus der Wittelsbacher.
Zum Bischof auf Lebenszeit wurde man durch die Wahl des Domkapitels. In die Autonomie dieses Gremiums versuchten nun Papst und Kaiser einzugreifen, so auch bei der Wahl von Otto von Wolfskeel. Kaiser Ludwig bedrohte das Domkapitel, um seinen ihm ergebenen Sekretär Hermann von Lichtenberg zum Bischof zu machen. 17 der 23 Domkapitulare beugten sich bei der Wahl dem Druck des anwesenden Kaisers und wählten Lichtenberg zum Bischof, nicht aber sechs Kapitulare, deren Stimmen auf Otto fielen. Da das Mehrheitswahlrecht nicht ausschlaggebend war, hatte das Bistum nun zwei Bischöfe.
Während sich Lichtenberg sofort vom Mainzer Administrator und Trierer Erzbischof Balduin von Luxemburg bestätigen ließ, erbat sich von Wolfskeel Hilfe vom Papst, der mit Kaiser Ludwig im Streit lag. Der Papst gebot nun von Lichtenberg bei Androhung des Kirchenbanns zurückzutreten und belegte das Bistum Würzburg mit einem Interdikt, das heißt, es konnten keine kirchlichen Handlungen mehr vollzogen werden. Bischof Hermann II. Hummel von Lichtenberg hielt sich jedoch nicht daran und verbot allen Geistlichen, Briefe des Papstes anzunehmen und ihren Inhalt anzuerkennen. Die Folge dieses nichtbeachteten Interdikts war ein Ansehensverlust des Papstes und Ottos II. von Wolfskeel. Bischof Otto konnte es nun nicht mehr wagen, Würzburger Gebiet zu betreten, und zog sich für einige Monate in die Freistadt Metz zurück.
1335 starb von Lichtenberg überraschend, Otto II. von Wolfskeel kehrte nach Würzburg zurück und wurde 1335 einstimmig erneut zum Bischof gewählt. Otto, ein entschiedener Parteigänger des Papstes, suchte nun den Ausgleich mit dem Kaiser und versprach ihm, ihn mit 2500 Gulden zu unterstützen. Im Gegenzug erhielt er vom Kaiser den Blutbann. Die übrigen Regalien wollte er aber nicht von einem Exkommunizierten annehmen und ließ von den Dominikanern sogar öffentlich den Kirchenbann gegen Kaiser Ludwig verkünden. Nun wurde Otto wieder vom Kaiser bedroht.
Auch wenn er ohne den Empfang der kaiserlichen Regalien deren Rechte bereits ausgeübt hatte, nahm er, als der Druck des Kaisers stärker wurde, die Regalien an. Das Verhältnis zum Kaiser blieb jedoch äußerst zwiespältig. Otto unterstützte folglich auch nicht die Kurfürsten, welche die Kaiserwahl vom Krönungsakt durch den Papst lösen wollten.

## Otto II. als Bischof
Als Anhänger von Kaiser Ludwig IV. ging Otto 1337 Bündnisse mit dem Mainzer Erzbischof Heinrich III. von Virneburg und dem Nürnberger Burggrafen Johann II. ein, dem sich 1341 Graf Heinrich VIII. von Henneberg-Schleusingen anschloss. Ein sich 1344 anbahnender Konflikt zwischen Konrad II. von Schlüsselberg und den mit ihm verbündeten Städten Würzburg, Nürnberg, Rothenburg ob der Tauber und Windsheim einerseits und den Verbündeten Ottos andererseits konnte durch Intervention des Kaisers geschlichtet werden. Otto gelang es, nachdem er 1340 dem kaiserlichen fränkischen Landfrieden beigetreten war, das Bistum zu vergrößern: Er brachte Kitzingen und Heidingsfeld, einen wichtigen Mainzoll an der Hallburg, die Städte Rothenfels und Gemünden, die Märkte Iphofen und Frickenhausen an das Hochstift, vor allem aber im Süden die Stadt Röttingen, und noch auf dem Sterbebett 1345 die Burgen Reichenberg und Ingolstadt. Der Erwerb Ingolstadts und Reichenbergs sollte das Hochstift besser schützen, der geistliche Amtsbereich des Bistums war nun erheblich größer und geschlossener. Einen inneren Machtkreis bildete auch die unter Ottos Herrschaft erbaute, heute noch bestehende Ringmauer um die Festung Marienberg in Würzburg.
Das Domkapitel brachte er hinter sich, indem er versprach, die hohen Schulden seiner Vorgänger zu tilgen. Hierzu bediente sich von Wolfskeel eines Aufstandes gegen die Juden, der im Ochsenfurter Gau besonders stark wütete. Ihm gelang es, das Volk zu bändigen, er setzte allerdings auch durch, dass alle bischöflichen Schulden bei den Juden ersatzlos gestrichen wurden.
Außerdem besteuerte er die Geistlichen in Würzburg, dies brachte ihm ein einträgliches Verhältnis zur Bürgerschaft ein. Die Reibereien mit der Bürgerschaft waren unter der Herrschaft der beiden Wolfskeelbischöfe erträglich, was zwischen 1230 und 1525 eher die Ausnahme war.
Auch in geistlicher Hinsicht war seine Amtszeit erfolgreich: Er konnte 13 neue Pfarreien errichten, reformierte einige Klöster und führte das Amt des Generalsvikars ein. Auch bemühte er sich um Verbesserungen in der Rechtspflege und im Polizeiwesen.
Otto II. von Wolfskeel nimmt unter den Bischöfen des Mittelalters eine herausragende Stellung ein. Ihm gelang es, Kriege vom Hochstift fernzuhalten, er festigte und mehrte das Hochstift und stellte einen Ausgleich im Inneren her. Sein Pronotar Michael de Leone bezeichnete ihn sicherlich zu Recht als „pius, prudens, mansuetus, quietus et sobrius“ (fromm, klug, sanftmütig, beherrscht und nüchtern).

## Grabmal
Das Grabmal Ottos II. von Wolfskeel ist im Dom von Würzburg zu besichtigen. Es zählt neben dem Bamberger Reiter und der Uta von Naumburg zu den wichtigsten hochgotischen Plastiken in Deutschland. Da der Name des Künstlers dieses Grabmals nicht überliefert ist, bezeichnet man ihn aufgrund dieser Arbeit als Wolfskeelmeister.